# O album
『O album』（オー・アルバム）は、KinKi Kidsの16枚目のオリジナル・アルバム。2020年12月23日に発売。発売元はジャニーズ・エンタテイメント。

## 解説
前作から約4年ぶり通算16枚目となるオリジナル・アルバム。本作のテーマは"Over"であり、「今までの自身を、そして時代を超えて、新たなステージを目指して歩んでいこう」というメッセージが込められたアルバムになっている。
前作の『N album』に続き、堂島孝平を共同プロデュースとして迎え、細野晴臣、松本隆、織田哲郎、マシコタツロウ、竹内アンナらが参加。
今作も初回限定盤と通常盤の2種類で、初回限定盤には全13曲を収録。付属のDVD、またはBlu-rayには「彗星の如く Music Clip？」と「O album」TV SPOT」の特典映像を収録している。また、通常盤には「100年後の空にはなにが見えるんだろう」「STARS」の2曲を加えた全15曲を収録している。
また先着購入特典として、Amazon以外で購入した場合のみ初回盤（チェンジングジャケットA）、通常盤（チェンジングジャケットB）が、Amazonで購入した場合のみ初回・通常盤共通で特典映像配信が付いてくる。
なお、両A面シングル曲｢DESTINY｣はアルバム未収録。

## チャート成績
2021年1月4日付のオリコンチャートで初週13.6万枚を売り上げ初登場1位を獲得。2003年発売の『G album -24/7-』から通算20作目の首位獲得となりアルバム通算1位獲得数では、浜崎あゆみと並ぶ歴代3位タイとなった。なお1位はB'z（29作）、2位は松任谷由実（24作）。

## 収録曲
※シングル曲の解説は各シングルのページを参照のこと。

### CD
1. 彗星の如く
 （作詞・作曲：堂島孝平 / 編曲：堂島孝平、溝口和彦） 
Amazonプライム・ビデオ「KinKi Kids Tour Selection」TV-CFソング
2. 感情愛情CRAZY
（作詞・作曲：竹内アンナ / 編曲：斉藤伸也(ONIGAWARA)）
3. 光の気配
（作詞：坂本真綾 / 作曲：川口進、Louise Frick Sveen、Xisco / 編曲：安部潤 / コーラスアレンジ：佐々木久美）
2019年に発売された41枚目シングル。
4. DEEP DIVE
 （作詞・作曲：堂島孝平 / 編曲：白井良明 / コーラスアレンジ：堂島孝平）
5. 響 -hibiki-
（作詞・作曲：成海カズト  / 編曲：363820）
6. 運命論
（作詞：KOUDAI IWATSUBO / 作曲：KOUDAI IWATSUBO、Hayato Yamamoto, Naoki Itai / 編曲：石塚知生 / コーラスアレンジ：岩田雅之）
7. The Red Light
（作詞：久保田利伸・森大輔 / 作曲：久保田利伸 / 編曲：森大輔）
2017年に発売された38枚目シングル。
8. KANZAI BOYA
（作詞・作曲：堂本剛 / 編曲：堂本剛、Gakushi） 
2020年に発売された42枚目シングル。
9. Slash
（作詞：堂島孝平 / 作曲：堂本剛 / 編曲：CHOKKAKU / コーラスアレンジ：伊沢麻未）
2017年に剛が突発性難聴を患い、その入院中に作曲した楽曲[7]。
10. 新しい時代
（作詞：堂本剛 / 作曲：マシコタツロウ / 編曲：吉田建 / ストリングスアレンジ：佐藤泰将）
剛が新型コロナウイルス感染拡大に対するステイホーム期間中に歌詞を綴った曲[8]。Music ClipがYouTube限定で公開された。
11. 99%
（作詞：松本隆 / 作曲：細野晴臣 / 編曲：sugarbeans）
12. 会いたい、会いたい、会えない。
 （作詞：久保田利伸、森大輔 / 作曲：久保田利伸 / 編曲：CHOKKAKU / コーラスアレンジ：森大輔） 
2018年に発売された40枚目シングル。
13. Topaz Love
（作詞：堂本剛 / 作曲：堂本光一 / 編曲：堂島孝平 / ストリングスアレンジ：堂島孝平、sugarbeans） 
2018年に発売された39枚目シングル。
14. 100年後の空にはなにが見えるんだろう
（作詞：松井五郎 / 作曲：織田哲郎 / 編曲：家原正樹 / コーラスアレンジ：Ko-saku） 
  - 通常盤のみ収録。
15. STARS
（作詞・作曲・編曲：吉田建　ストリングスアレンジ：山﨑文一朗、吉田建）
  - 通常盤のみ収録。

### DVD/Blu-ray
※初回限定盤のみ
- 「彗星の如く」Music Clip?
- 「O album」TV SPOT
- 「O album」TV SPOT Making

出版者　3：ブライト・ノート・ミュージック&REACTIVE SONGS INTERNATIONAL AB（サブ出版社 ブライト・ノート・ミュージック&日音 Synch事業部）、13：読売テレビエンタープライズ、その他全曲：ブライト・ノート・ミュージック

## 先着購入特典
※Amazon以外で購入の場合
- 初回盤 - チェンジングジャケットA（3枚組）
- 通常盤 - チェンジングジャケットB（3枚組）

※Amazonで購入の場合
- 初回・通常盤共通 - 特典映像配信「KinKi Kids VS 高速カメラロボット」

## 映像作品
- 彗星の如く
  - KinKi Kids O正月コンサート2021
- 新しい時代
  - KinKi Kids O正月コンサート2021
  - P album（初回盤A）
  - 39 Very much
- 100年後の空にはなにが見えるんだろう
  - KinKi Kids O正月コンサート2021
- STARS
  - KinKi Kids O正月コンサート2021